# René Birr
Pour les articles homonymes, voir Birr (homonymie).
René Birr, né le 2 novembre 1922 à Réguisheim (Haut-Rhin) et  mort exécuté le 1er juin 1943  à Stuttgart (Wurtenberg, Allemagne), est un cheminot, responsable de la Jeunesse communiste de Réguisheim puis l'un des dirigeants du Parti communiste clandestin, et un résistant alsacien. 

## Biographie
René Birr est né dans une famille catholique. Son père est mineur de potasse.
À l'école primaire, il se lie d'amitié avec Raymond Olff. Dans le train qui les mène à Colmar, Raymond au lycée Bartholdi, René en école primaire supérieure, ils échangent et lisent Le Populaire, L'Humanité et L'Œuvre, qui sont les trois journaux des partis socialiste, communiste et radical à l'origine du Front populaire. René, aux Jeunesses communistes, et Raymond, aux Jeunesses socialistes, luttent pour les idéaux du Front populaire, manifestent pour le soutien à l'Espagne républicaine contre l'agression fasciste et contre les accords de Munich.
Résistant pendant la Seconde Guerre mondiale, il devient l'un des dirigeants du groupe Georges Wodli du Parti communiste clandestin et organise les FTP dans le Haut-Rhin. Arrêté en mai 1942 sur son lieu de travail à Mannheim où il exerçait son métier de cheminot, il subit les tortures de la Gestapo au camp de rééducation de camp de Schirmeck. Accusé d'avoir caché des armes et stocké des explosifs et des détonateurs volés aux Mines de potasse, il est condamné à mort à Strasbourg le 23 janvier 1943 par le tribunal populaire du Reich, le Volksgerichtshof, présidé par le juge Roland Kreisler. Il est décapité à la hache, le 1er juin 1943 à Stuttgart, comme ses camarades Eugène Boeglin, Auguste Sontag et Adolphe Murbach,. Leurs corps sont jetés dans une fosse commune, au Bergfriedhof de Heidelberg.
Entre janvier 1943 et mai 1943 dans la cellule de sa prison à Strasbourg puis à Stuttgart, il écrit des lettres très émouvantes à ses parents qui reflètent son amour de l'Alsace, de la liberté, de la justice sociale et de l'engagement politique.

## Reconnaissance
- Plaque commémorative sur la mairie de Réguisheim.
- Mausolée de Heidelberg à la mémoire des sept membres du réseau Georges Wodli.
- Rue René Birr à Réguisheim.

## Distinctions
Il est reconnu « Mort en déportation ».